# Arłan
Arłan (ros. Арлан) – wieś (sieło) w Rosji, w Baszkortostanie, w rejonie krasnokamskim. W 2010 liczyła 755 mieszkańców.